# Malibu - atak rekinów
Malibu - atak rekinów (ang. Malibu Shark Attack) – australijski telewizyjny thriller z 2009 roku.

## Fabuła
W wyniku podwodnego trzęsienia ziemi tworzy się fala tsunami, która uderza na plaże Malibu. Grupa ratowników i pracowników budowlanych, którzy przeżyli falę tsunami, została odizolowana od stałego lądu. Okazuje się, że fala sprowadziła groźne prehistoryczne rekiny, które do tej pory zasiedlały głębie oceanu. Ocaleni ludzie, by przeżyć, muszą stoczyć walkę z groźnymi drapieżnikami.

## Główne role
- Peta Wilson - Heather
- Warren Christie - Chavez
- Chelan Simmons - Jenny
- Remi Broadway - Doug
- Sonya Salomaa - Barb
- Nicolas G. Cooper - Bryan
- Jeffery Gannon - Colin Smith
- Mungo McKay - George
- Renee Bowen - Yancey
- Evert McQueen - Karl